# Zīdsch-i Sultānī

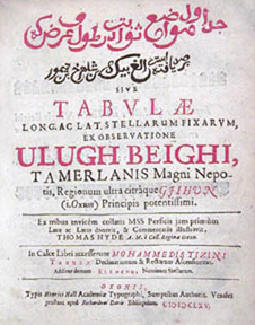
Lateinische Übersetzung des Zīdsch-i Sultānī von Thomas Hyde

Das Zīdsch-i Sultānī (persisch زیجِ سلطانی, DMG Zīǧ-i Sulṭānī, ‚Das Königliche Zīdsch‘), auch als Zīdsch-i Ulugh Beg (زیج الغ بیگ, DMG Zīǧ-i Uluġ Beyg) oder Zīdsch-i Gūrkānī (زیج گورکانی, DMG Zīǧ-i Gūrkānī) bezeichnet, vollständig Zīdsch-i Dschadīd-i Sultānī (زیج جدید سلطانی), ist eine astronomische Abhandlung, deren Hauptbestandteil ein umfangreicher Sternenkatalog ist und welches unter der Leitung des muslimischen Mathematikers und Astronomen Ulugh Beg im Jahre 1437 zusammengestellt wurde. Tatsächlich handelte es sich dabei um ein Gemeinschaftsprodukt einer Gruppe islamischer Wissenschaftler, das auf Vermessungen und Observationen beruht, die in Ulugh Begs Observatorium in Samarkand ab 1420 durchgeführt wurden. Zu den Mitwirkenden zählten unter anderen die islamischen Astronomen al-Kaschi und ʿAlāʾ ad-Dīn ʿAlī ibn Muhammad al-Quschdschī.
Das Zīdsch gilt als der bis zu diesem Zeitpunkt am besten ausgearbeitete und umfangreichste Sternkatalog, welcher alle vorangegangenen Werke, wie den Almagest von Claudius Ptolemäus, Abd ar-Rahman as-Sufis Book of Fixed Stars und das im Maragha-Observatorium zusammengestellte Zīdsch-i Ilchani übertraf. Die im Zīdsch-i-Sultani niedergeschriebenen mathematischen und astronomischen Angaben wurden erst einige Jahrzehnte danach im 16. Jahrhundert durch die Arbeiten von Taqi al-Din und später von Tycho Brahe überflügelt.

## Inhalt
In der Einleitung würdigt Ulugh Beg die Zusammenarbeit mit Mūsā Qāḍīzāda, al-Kaschi und al-Quschdschī, die zweifellos maßgeblich für die zugrunde liegenden Beobachtungen sowie die Aufstellung der Tabellen verantwortlich waren.
Das Vorwort des Zīdsch beinhaltet vier Abschnitte. Neben einer Chronologie, in der verschiedene Systeme der Zeitberechnung beschrieben werden, eine Abhandlung über die Praktizierung der Astronomie, speziell über die Durchführung und Anwendbarkeit einer Observation, einem Kapitel mit tabellarischen Angaben zur Bewegung der Sonne, des Mondes und der Planeten basierend auf einem geometrischen System des Universums sowie ein Einschub über Astrologie. Zudem enthält das Werk eine Reihe mathematischer Grundlagen (siehe Ulugbek-Madrasa), wie Tabellen trigonometrischer Funktionen.
Kernstück von Ulugh Begs Zīdsch ist hingegen der herausragende Sternenkatalog, in dem die Namen und die ekliptischen Koordinatenangaben von insgesamt 1018 Sternen aufgelistet sind. Darüber hinaus finden sich hier einige Angaben zu der Präzession der Äquinoktien, also zur Verschiebung der Zeitpunkte der Tag-und-Nacht-Gleiche.

## Herausragende Merkmale
Viele vor Ulugh Beg agierende islamische Astronomen hatten in ihren Sternkatalogen zumeist die Angaben von Ptolemäus übernommen, wobei sie dessen Positionsdaten anpassten, indem sie diese um den Effekt der Präzession, also der Kreiselbewegung, die die Erde um ihre Achse beschreibt, berichtigten. Im Gegensatz dazu machten sich Ulugh Beg und seine Mitarbeiter die Mühe, in den Jahren 1420 bis 1437 die Positionen von insgesamt 992 Fixsternen mit größeren und dadurch exakteren Observationsinstrumenten neu zu bestimmen. Dabei wurden einige deutliche Abweichungen gegenüber den von Ptolemäus überlieferten Werten festgestellt und angepasst. Ergänzend sind der Auflistung die Daten von weiteren 26 Sternen angefügt, die dem Katalog Buch der Fixsterne von Abd ar-Rahman as-Sufi aus dem Jahr 964 entnommen wurden. Während die Positionen der ersten 992 Objekte im eigenen Observatorium ermittelt werden konnten, befanden sich die anderen Sterne zu weit auf der südlichen Hemisphäre, als dass sie von Samarkand aus zu oberservieren gewesen wären.
Ein besonders beeindruckender Bestandteil dieser Arbeit ist eine Sinus-Tabelle, in der, auf 18 Seiten, die Sinuswerte im Bereich von 0° bis 87° für jede Bogenminute bis auf fünf sexagesimale Stellen (entsprechend neun Nachkommastellen) und zwischen 87° und 90° auf sechs sexagesimale Stellen (11 Nachkommastellen) verzeichnet sind.
Die herausragende Leistung ist die Genauigkeit der in diesem Werk angegebenen Positions- und Zeitangaben. So bestimmte Ulugh Beg 1437 die Länge des Siderischen Jahres auf einen Wert von 365.2570370…d = 365d 6h 10m 8s, bis auf eine Abweichung von +58s genau. Für ihre Messungen, die sich über viele Jahre erstreckten, verwendete die Gruppe einen Sextanten mit einem Radius von 40,212 m. Dieser Wert wurde 88 Jahre später im Jahre 1525 durch Nikolaus Kopernikus verbessert. Ulugh Beg maß ebenso die Bahnneigung der Erde mit 23° 30′ und 17″ und kam damit bis auf 32 s auf den heute gültigen Wert heran. Dies war der bis zu diesem Zeitpunkt genaueste Wert, der erst durch Kopernikus und Tycho Brahe verbessert werden konnte, welcher wiederum bis heute akzeptiert ist.

## Bedeutung und Verbreitung
Aufgrund der zuvor genannten Leistungen gilt Ulugh Begs Zīdsch, zumindest in der islamischen Welt, als eines der bedeutendsten des Mittelalters. Im gesamten Orient war es überaus einflussreich und wurde bis ins 19. Jahrhundert als Standardwerk verwendet. Bereits kurz nach seiner Veröffentlichung übersetzte Yahya al-Mutali es ins Arabische und Ibn as-Salah in die türkische Sprache. In verschiedenen Regionen entstanden ebenso Ausgaben in persischer und hebräischer Sprache.
In Europa jedoch erreichte es erst Mitte des 17. Jahrhunderts, nahezu fünf Dekaden nach der Publikation von Tycho Brahe, eine größere Bekanntheit, obwohl bereits kurz nach dessen Abfassung Kopien des Zīdsch in verschiedenen Bibliotheken Europas, wie zum Beispiel in Oxford und in Paris, existierten. Ausschlaggebend für die Aufmerksamkeit in Europa war die Verbreitung einer lateinischen Übersetzung dieses Werkes, die der britische Sprachwissenschaftler Thomas Hyde im Jahre 1665 in Oxford unter dem Titel Tabulae longitudinis et latitudinis stellarum fixarum ex observatione Ulugbeighi veröffentlichte. Im Jahre 1767 wurden Inhalte des Zīdsch schließlich von G. Sharpe aufgegriffen. Ebenso finden sich Bezüge zu diesem in der Ausgabe Vol. XIII. der Memoirs of the Royal Astronomical Society von Francis Baily aus dem Jahr 1843.